# Eilema palliatella
Manulea palliatella là một loài bướm đêm thuộc phân họ Arctiinae, họ Erebidae. Nó được tìm thấy ở miền nam và Trung Âu.
Sải cánh dài 32–36 mm. Con trưởng thành bay vào tháng 8 tùy theo địa điểm.
Ấu trùng ăn Trinia glauca và Aster linosyris.